# Дзюдо на летней Универсиаде 2017
Соревнования по дзюдо на летней Универсиаде 2017 года прошли с 20 по 24 августа и включали розыгрыш 18 комплектов наград.

## Медалисты

### Мужчины
| Категория            | Золото | Серебро | Бронза |
| -------------------- | --- | --- | --- |
| до 60 кг             | Тайко Фудзисака · Япония | Венсан Лимар · Франция | Альберт Огузов · Россия |
| до 60 кг             | Тайко Фудзисака · Япония | Венсан Лимар · Франция | Рустам Ибраев · Казахстан |
| до 66 кг             | Ан Ба Уль · Республика Корея | Баттогтох Эрхембаяр · Монголия | Абдула Абдулжалилов · Россия |
| до 66 кг             | Ан Ба Уль · Республика Корея | Баттогтох Эрхембаяр · Монголия | Норихито Исода · Япония |
| до 73 кг             | Арата Тацукава · Япония | Флоран Юрани · Франция | Бекадил Шаймерденов · Казахстан |
| до 73 кг             | Арата Тацукава · Япония | Флоран Юрани · Франция | Кан Хончхоль · Республика Корея |
| до 81 кг             | Ли Сынсу · Республика Корея | Аслан Лаппинагов · Россия | Робин Гутше · Германия |
| до 81 кг             | Ли Сынсу · Республика Корея | Аслан Лаппинагов · Россия | Винисиус Таранто Панини · Бразилия |
| до 90 кг             | Квак Тонхан · Республика Корея | Станислав Ретинский · Россия | Фирудин Дадашов · Азербайджан |
| до 90 кг             | Квак Тонхан · Республика Корея | Станислав Ретинский · Россия | Сёитиро Мукай · Япония |
| до 100 кг            | Зелим Коцоев · Азербайджан | Кэнтаро Иида · Япония | Филипп Галанди · Германия |
| до 100 кг            | Зелим Коцоев · Азербайджан | Кэнтаро Иида · Япония | Нияз Билалов · Россия |
| свыше 100 кг         | Кокоро Кагэура · Япония | Чу Ёнсо · Республика Корея | Антон Брачёв · Россия |
| свыше 100 кг         | Кокоро Кагэура · Япония | Чу Ёнсо · Республика Корея | Андрей Колесник · Украина |
| Абсолютная категория | Хиога Ота · Япония | Юхан Меттис · Эстония | Руан Искьердо да Сильва · Бразилия |
| Абсолютная категория | Хиога Ота · Япония | Юхан Меттис · Эстония | Муса Туменов · Россия |
| Командное первенство | Япония · Тайко Фудзисака · Норихито Исода · Арата Тацукава · Сотаро Фудзивара · Сёитиро Мукай · Кэнтаро Иида · Кокоро Кагэура · Хиога Ота | Россия · Альберт Огузов · Абдула Абдулжалилов · Лечи Эдиев · Аслан Лаппинагов · Станислав Ретинский · Нияз Билалов · Антон Брачёв · Муса Туменов | Германия · Йорг Онуфриев · Мануэль Шибель · Мартин Зец · Робин Гутше · Максимилиан Шуберт · Филипп Галанди · Бенжамин Башир Буизгарне                                                                     |
| Командное первенство | Япония · Тайко Фудзисака · Норихито Исода · Арата Тацукава · Сотаро Фудзивара · Сёитиро Мукай · Кэнтаро Иида · Кокоро Кагэура · Хиога Ота | Россия · Альберт Огузов · Абдула Абдулжалилов · Лечи Эдиев · Аслан Лаппинагов · Станислав Ретинский · Нияз Билалов · Антон Брачёв · Муса Туменов | Бразилия · Аллан Эйдзи Кувабара · Марсело Кэндзи Фудзита · Линкольн Кэйити Канемото дас Невес · Винисиус Таранто Панини · Густаво Энрику Сильва Ассис · Габриэл Говейя де Соуза · Руан Искьердо да Сильва |

### Женщины
| Категория            | Золото | Серебро | Бронза |
| -------------------- | --- | --- | --- |
| до 48 кг             | Май Умекита · Япония                                                                                                | Габриэла Шибана · Бразилия                                                                                           | Галбадрахын Отгонцэцэг · Казахстан |
| до 48 кг             | Май Умекита · Япония                                                                                                | Габриэла Шибана · Бразилия                                                                                           | Чон Богён · Республика Корея |
| до 52 кг             | Рина Тацукава · Япония                                                                                              | Элеудис де Соуза Валентин · Бразилия                                                                                 | Джулия Пьеруччи · Италия |
| до 52 кг             | Рина Тацукава · Япония                                                                                              | Элеудис де Соуза Валентин · Бразилия                                                                                 | Пак Дасол · Республика Корея |
| до 57 кг             | Лола Бенаррош · Франция                                                                                             | Квон Юджон · Республика Корея                                                                                        | Юи Мураи · Япония |
| до 57 кг             | Лола Бенаррош · Франция                                                                                             | Квон Юджон · Республика Корея                                                                                        | Тамирес Круде · Бразилия |
| до 63 кг             | Айми Ноути · Япония                                                                                                 | Амина Белькади · Алжир                                                                                               | Валентина Костенко · Россия |
| до 63 кг             | Айми Ноути · Япония                                                                                                 | Амина Белькади · Алжир                                                                                               | Надя Бацински · Германия |
| до 70 кг             | Барбара Тиму · Бразилия                                                                                             | Саки Ниизоэ · Япония                                                                                                 | Ким Сон Ён · Республика Корея |
| до 70 кг             | Барбара Тиму · Бразилия                                                                                             | Саки Ниизоэ · Япония                                                                                                 | Карола Пайссони · Италия |
| до 78 кг             | Валерия Феррари · Италия                                                                                            | Ли Джонъюн · Республика Корея                                                                                        | Александра Бабинцева · Россия |
| до 78 кг             | Валерия Феррари · Италия                                                                                            | Ли Джонъюн · Республика Корея                                                                                        | Майке Цих · Германия |
| свыше 78 кг          | Хан Миджин · Республика Корея                                                                                       | Санта Пакените · Литва                                                                                               | Анна-Фатумата Мбайро · Франция |
| свыше 78 кг          | Хан Миджин · Республика Корея                                                                                       | Санта Пакените · Литва                                                                                               | Майко Иноуэ · Япония |
| Абсолютная категория | Акари Иноуэ · Япония                                                                                                | Ким Чжиён · Республика Корея                                                                                         | Анжела Гаспарян · Россия |
| Абсолютная категория | Акари Иноуэ · Япония                                                                                                | Ким Чжиён · Республика Корея                                                                                         | Санта Пакените · Литва |
| Команда              | Япония · Май Умекита · Рина Тацукава · Юи Мураи · Айми Ноути · Саки Ниизоэ · Мао Идзуми · Майко Иноуэ · Акари Иноуэ | Республика Корея · Чон Богён · Пак Дасол · Квон Юджон · Чой Ёнсол · Ким Сен Ён · Ли Джонъюн · Хан Миджин · Ким Чжиён | Россия · Мария Персидская · Галия Сагитова · Наталья Голомидова · Валентина Костенко · Татьяна Коваленко · Александра Бабинцева · Анжела Гаспарян · Юлия Ляниченко |
| Команда              | Япония · Май Умекита · Рина Тацукава · Юи Мураи · Айми Ноути · Саки Ниизоэ · Мао Идзуми · Майко Иноуэ · Акари Иноуэ | Республика Корея · Чон Богён · Пак Дасол · Квон Юджон · Чой Ёнсол · Ким Сен Ён · Ли Джонъюн · Хан Миджин · Ким Чжиён | Франция · Марин Л’Анри · Лаура Хольцингер · Лола Бенаррош · Люси Перро · Каролин Пешо · Мадлен Малонга · Анна-Фатумата Мбайро                                      |

## Распределение наград
| Место | Страна           | Золото | Серебро | Бронза | Всего |
| ----- | ---------------- | ------ | ------- | ------ | ----- |
| 1     | Япония           | 10     | 2       | 4      | 16    |
| 2     | Республика Корея | 4      | 5       | 4      | 13    |
| 3     | Бразилия         | 1      | 2       | 4      | 7     |
| 4     | Франция          | 1      | 2       | 2      | 5     |
| 5     | Италия           | 1      | 0       | 2      | 3     |
| 6     | Азербайджан      | 1      | 0       | 1      | 2     |
| 7     | Россия           | 0      | 3       | 9      | 12    |
| 8     | Литва            | 0      | 1       | 1      | 2     |
| 9     | Алжир            | 0      | 1       | 0      | 1     |
| 9     | Эстония          | 0      | 1       | 0      | 1     |
| 9     | Монголия         | 0      | 1       | 0      | 1     |
| 12    | Германия         | 0      | 0       | 5      | 5     |
| 13    | Казахстан        | 0      | 0       | 3      | 3     |
| 14    | Украина          | 0      | 0       | 1      | 1     |
| Всего | Всего            | 18     | 18      | 36     | 72    |

## Судьи
- Джеферсон Да Роша Виейра
- Дамдин Энхтувшин
- Александер Олакинтан Де-Соуза
- Ольга Дмитриева
- Мариус Жеберян
- Аркадиуш Зыгмунт
- Алехандро Исмаэ Кайдар
- Славомир Ковнацкий
- Линь Шу Пинь
- Андре Липпек
- Вячеслав Перетейко
- Жан-Жак Рюска
- Сюй Шу Хуэй
- Сусуму Такахаси
- Каталин Фридрих
- Манфред Хаусбергер
- Давид Хитарян
- Барбара Энн Хьюстон
- Чо Мин Сон
- Рамзи Шамиров
- Синиша Шкрбич
- Энрике Хосе Эрана Кастильо